# Giardíase
Giardíase é uma doença parasitária causada pela Giardia duodenalis (também denominada G. lamblia e G. intestinalis). Cerca de 10% das pessoas infetadas não manifesta sintomas. Nos casos sintomáticos, os sintomas mais comuns são diarreia, dor abdominal e perda de peso. Entre outros possíveis sintomas estão vómitos, sangue nas fezes e febre. Os sintomas começam-se geralmente a manifestar entre 1 e 3 semanas após a exposição ao parasita. Sem tratamento, os sintomas podem durar até seis semanas.
A Giardia geralmente transmite-se quando cistos nas fezes contaminam alimentos ou água, que depois são ingeridos. Pode também ser transmitida entre pessoas e a partir de outros animais. Entre os fatores de risco estão viagens recentes a países em vias de desenvolvimento, mudar fraldas, ingerir alimentos crus e possuir um cão. Os cistos são capazes de sobreviver até três meses em água fria. O diagnóstico é realizado com análises às fezes.
A prevenção consiste em medidas de higiene. As pessoas sem sintomas geralmente não necessitam de tratamento. Nos casos sintomáticos o tratamento geralmente consiste na administração de tinidazol ou metronidazol. É possível que durante a infeção as pessoas desenvolvam temporariamente intolerância à lactose, pelo que geralmente se recomenda evitar o consumo de leite durante algumas semanas. É possível que durante o tratamento se verifique resistência antibiótica.
A giardíase é uma das doenças parasitárias humanas mais comuns em todo o mundo. Em 2013 ocorreram cerca de 280 milhões de casos em todo o mundo de giardíase sintomática. Em países desenvolvidos, a frequência da doença entre a população pode chegar aos 7%, enquanto em países em vias de desenvolvimento pode chegar aos 30%. A Organização Mundial de Saúde classifica a giardíase como doença negligenciada.